# Lothar Klünner
Lothar Klünner (* 3. April 1922 in Berlin; † 19. Oktober 2012 ebenda, alias Leo Kettler (als Schüttelreimer und als Verfasser anderer Schöpfungen der leichten Muse und seiner journalistischen Arbeiten)) war ein deutscher Schriftsteller und Übersetzer literarischer Texte aus dem Französischen.
Lothar Klünner studierte Theologie, später Kunstgeschichte in Tübingen und Berlin. Schon in frühster Jugend schrieb er Gedichte. Seit 1946 übersetzte er v. a. René Char, Paul Éluard, Guillaume Apollinaire, Iwan Goll. Viele Übersetzungen entstehen in Zusammenarbeit mit dem Dichter Johannes Hübner.
Von 1948 bis 1949 war er Mitarbeiter an der Kulturzeitschrift Athena. Seine ersten Gedichten und Prosastücke wurden in der von K.O. Goetz herausgegebenen Kunst- und Literaturzeitschrift Meta veröffentlicht.  Seit 1949 war er als freier Schriftsteller und Übersetzer in Berlin tätig. Lothar Klünner arbeitete 1949 bis 1950 an den ersten Berliner Nachkriegskabaretts der Badewanne in der Femina Bar mit (Badewanne, Rationsstrich und Quallenpeitsche). Bei einem Aufenthalt in Frankreich begegnete er 1951 René Char, mit dem er über Jahrzehnte freundschaftlich verbunden blieb. Seit 1955 verdiente er seinen Lebensunterhalt vor allem als Autor für den Rundfunk, vor allem für RIAS Berlin und SFB, für die er etwa 1000 kleine und große Rundfunksendungen produzierte. Nach einem ersten eigenen Gedichtband (Gläserne Ufer, 1957) folgte die Mitherausgeberschaft des Jahrbuchs Speichen (1968–1971), das in der Öffentlichkeit allerdings kaum wahrgenommen wurde. Nach dem Tod seines Freundes Johannes Hübner gab Klünner den Johannes Hübner-Gedenkband Im Spiegel und mehrere postume Ausgaben der Gedichte Hübners heraus. Die von Johannes Hübner begründete Jeanne-Mammen-Gesellschaft verdankt ihren Erfolg auch der Mitarbeit von Lothar Klünner.

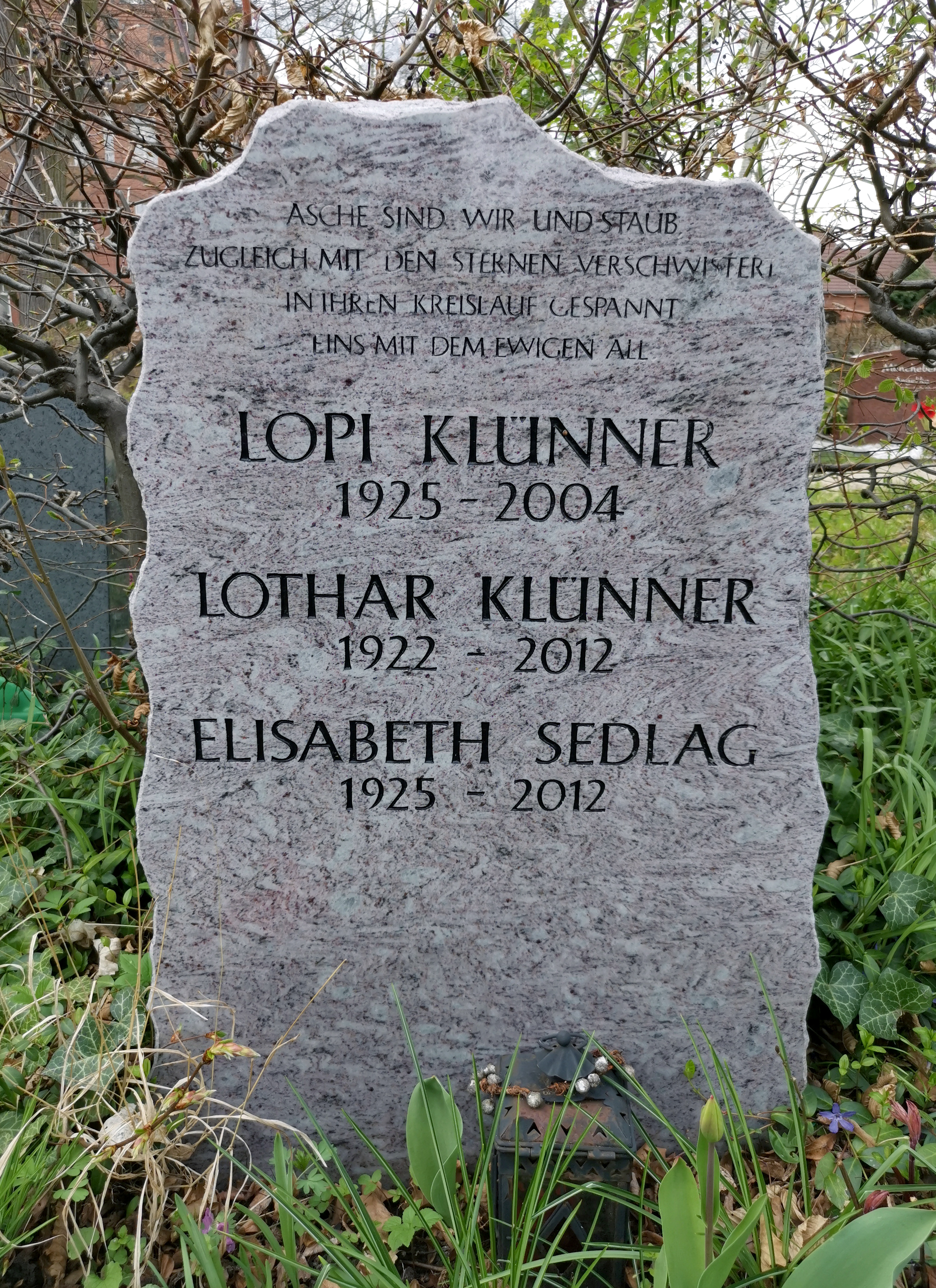
Grab auf dem Friedhof Schöneberg III

Spätere Gedichtveröffentlichungen: Wagnis und Passion, Pfullingen: 1960; Windbrüche, Berlin: 1976; Gegenspur, Berlin: 1977; Befragte Lichtungen, Waldbrunn: 1985; Die Rattenleier. Schüttelreime, Berlin, Aphaia: 1989.
Lothar Klünner gehörte zu den wenigen deutschsprachigen Autoren, die sich bereits kurz nach Ende des Zweiten Weltkriegs an der Literatur der internationalen Moderne, insbesondere der französischsprachigen Literatur orientierten und die Erfahrungen des Surrealismus verarbeitet haben. Als Nachdichter und Übersetzer hatte er großen Anteil an der Verbreitung der Texte des Surrealismus im deutschsprachigen Raum. Zum "literarischen Establishment" bewahrte Klünner Distanz.
Nach der Publikation der Sammlung Stumme Muse submarin (1997), die eine Auswahl von Liebesgedichten aus fünf Jahrzehnten Dichtung enthält, veröffentlichte er weitere Lyrikbände, so  den Band Geerdet mit Gedichten aus den Jahren 2000 bis 2005.
Seine letzte Ruhe fand er auf dem Friedhof Schöneberg III in der Stubenrauchstraße in Berlin-Friedenau (Abteilung 19, Nr. 13).